# Bay Parkway (línea Culver)
Bay Parkway (originalmente 22ª Avenida–Bay Parkway) es una estación local en la línea Culver del Metro de Nueva York de la división B del Independent Subway System (IND). La estación se encuentra localizada en Midwood, Brooklyn entre Bay Parkway y la Avenida McDonald. La estación es servida por los trenes del servicio .

## Enlaces externos

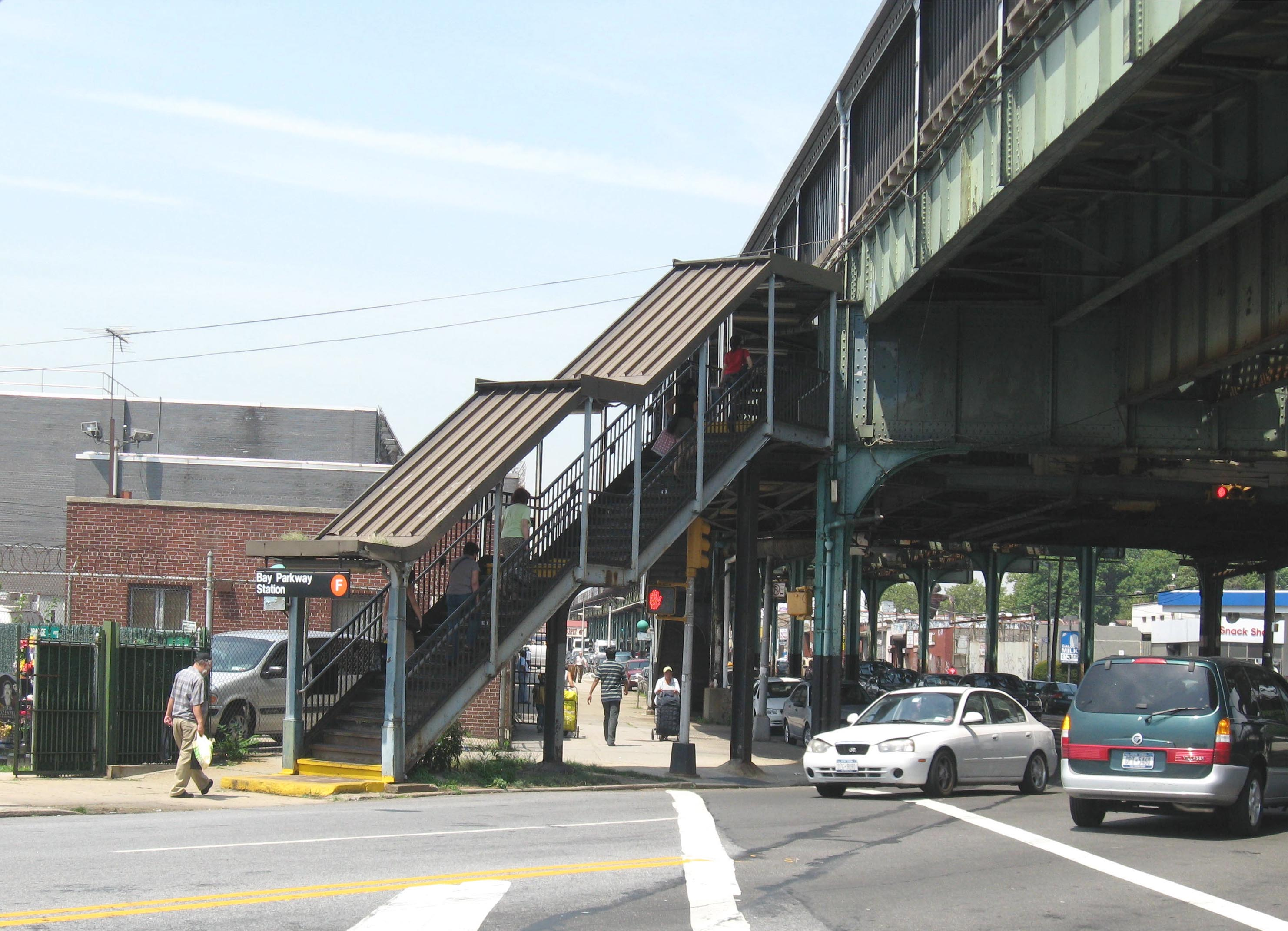
Entrada sur